# Cariberflamingo
Cariberflamingo (latin: Phoenicopterus ruber) er en fugleart, der lever i Karibasøen og på Galápagosøerne.